# کلچیناته
کالچیناته (به ایتالیایی: Calcinate) یک کومونه در ایتالیا است که در استان برگامو واقع شده‌است. کلچیناته ۱۴ کیلومتر مربع مساحت و ۵٬۲۷۳ نفر جمعیت دارد و ۱۸۶ متر بالاتر از سطح دریا واقع شده‌است.